# Kamiyadori
Kamiyadori (カミヤドリ, Kamiyadori) est un shōnen manga de Kei Sanbe, prépublié dans le magazine Monthly Shōnen Ace et publié par l'éditeur Kadokawa Shoten en cinq volumes reliés sortis entre février 2004 et mars 2006. La version française a été éditée par Kurokawa en cinq tomes sortis entre mai 2006 et janvier 2007.
Une suite au manga, intitulée Kamiyadori no Nagi (神宿りのナギ), a été prépubliée dans le Monthly Shōnen Ace et publié en trois tomes sortis entre décembre 2008 et octobre 2010.

## Manga

### Kamiyadori

#### Liste des volumes
| no | Japonais        | Japonais      | Français          | Français          |
| no | Date de sortie  | ISBN          | Date de sortie    | ISBN              |
| -- | --------------- | ------------- | ----------------- | ----------------- |
| 1  | 25 février 2004 | 4-04-713607-7 | 24 mai 2006       | 978-2-351-42076-8 |
| 2  | 28 juillet 2004 | 4-04-713652-2 | 13 juillet 2006   | 978-2-351-42077-5 |
| 3  | 21 janvier 2005 | 4-04-713700-6 | 14 septembre 2006 | 978-2-351-42078-2 |
| 4  | 24 août 2005    | 4-04-713744-8 | 14 décembre 2006  | 978-2-351-42079-9 |
| 5  | 23 mars 2006    | 4-04-713804-5 | 14 janvier 2007   | 978-2-351-42148-2 |

### Kamiyadori no Nagi

#### Liste des volumes
| no | Japonais          | Japonais          |
| no | Date de sortie    | ISBN              |
| -- | ----------------- | ----------------- |
| 1  | 20 décembre 2008  | 978-4-04-715154-3 |
| 2  | 22 septembre 2010 | 978-4-04-715532-9 |
| 3  | 22 octobre 2010   | 978-4-04-715546-6 |

### Édition japonaise
Kadokawa

Kamiyadori
1. 1 2  (ja) « Tome 1 ».
2. 1 2  (ja) « Tome 2 ».
3. 1 2  (ja) « Tome 3 ».
4. 1 2  (ja) « Tome 4 ».
5. 1 2  (ja) « Tome 5 ».

Kamiyadori no Nagi
1. 1 2  (ja) « Tome 1 ».
2. 1 2  (ja) « Tome 2 ».
3. 1 2  (ja) « Tome 3 ».

### Édition française
Kurokawa
1. 1 2  (fr) « Tome 1 », sur manga-news.com.
2. 1 2  (fr) « Tome 2 », sur manga-news.com.
3. 1 2  (fr) « Tome 3 », sur manga-news.com.
4. 1 2  (fr) « Tome 4 », sur manga-news.com.
5. 1 2  (fr) « Tome 5 », sur manga-news.com.